# 同合乡
同合乡，是中华人民共和国四川省资阳市简阳市曾经下辖的一个乡。2019年12月，撤销同合乡，将其所属行政区域划归三星镇管辖。

## 行政区划
同合乡撤销前下辖以下地区：
靛缸村、干石山村、柑子村、花坟村、三沟村、三桥村、西山庙村、响水滩村、秀阳村和照壁村。